# Interlaken-Oberhasli
Interlaken-Oberhasli är ett förvaltningsdistrikt (Verwaltungskreis) tillhörande förvaltningsregionen Oberland i kantonen Bern i Schweiz.
Distriktet skapades den 1 januari 2010 av de före detta amtbezirken Interlaken och Oberhasli.

## Kommuner
Förvaltningsdistriktet omfattar 28 kommuner.
| Vapen                     | Namn                      | Invånare 2023-12-31 | Yta i km² |
| ------------------------- | ------------------------- | ------------------- | --------- |
| Beatenberg                | Beatenberg                | 1 227               | 29,17     |
| Brienz                    | Brienz                    | 3 278               | 48,06     |
| Brienzwiler               | Brienzwiler               | 509                 | 17,64     |
| Bönigen                   | Bönigen                   | 2 655               | 15,1      |
| Därligen                  | Därligen                  | 416                 | 6,93      |
| Grindelwald               | Grindelwald               | 3 825               | 171,33    |
| Gsteigwiler               | Gsteigwiler               | 434                 | 7,02      |
| Guttannen                 | Guttannen                 | 247                 | 200,85    |
| Gündlischwand             | Gündlischwand             | 346                 | 16,84     |
| Habkern                   | Habkern                   | 617                 | 51,03     |
| Hasliberg                 | Hasliberg                 | 1 111               | 41,74     |
| Hofstetten bei Brienz     | Hofstetten bei Brienz     | 542                 | 8,77      |
| Innertkirchen             | Innertkirchen             | 1 075               | 236,61    |
| Interlaken                | Interlaken                | 6 000               | 4,27      |
| Iseltwald                 | Iseltwald                 | 401                 | 21,91     |
| Lauterbrunnen             | Lauterbrunnen             | 2 315               | 164,51    |
| Leissigen                 | Leissigen                 | 1 222               | 10,38     |
| Lütschental               | Lütschental               | 226                 | 12,28     |
| Matten bei Interlaken     | Matten bei Interlaken     | 4 195               | 5,91      |
| Meiringen                 | Meiringen                 | 4 798               | 40,63     |
| Niederried bei Interlaken | Niederried bei Interlaken | 375                 | 4,28      |
| Oberried am Brienzersee   | Oberried am Brienzersee   | 469                 | 20,14     |
| Ringgenberg               | Ringgenberg               | 2 651               | 8,73      |
| Saxeten                   | Saxeten                   | 91                  | 19,38     |
| Schattenhalb              | Schattenhalb              | 569                 | 31,54     |
| Schwanden bei Brienz      | Schwanden bei Brienz      | 657                 | 7,06      |
| Unterseen                 | Unterseen                 | 5 738               | 13,99     |
| Wilderswil                | Wilderswil                | 2 764               | 13,19     |